# Hybanthus chiapensis
Hybanthus chiapensis är en violväxtart som beskrevs av Cyrus Longworth Lundell. Hybanthus chiapensis ingår i släktet Hybanthus och familjen violväxter. Inga underarter finns listade i Catalogue of Life.